# Andrew Bertie
Andrew Willoughby Ninian Bertie (Londen, 15 mei 1929 – Rome, 7 februari 2008) was een rooms-katholiek Brits aristocraat. Hij was een afstammeling van George III en daardoor een verre neef van Elizabeth II van het Verenigd Koninkrijk, hij was ook geparenteerd aan de Churchills en Anthony Eden. Als zoon van een jongere zoon van de graaf van Lindsey en Abingdon was Bertie zelf ongetitelde adel. Bertie stamde van moederszijde af van Anglo-katholieke families als de Crichton-Stuarts die eeuwenlang de Roomse kerk trouw bleven en zich zo buiten de Britse regeringen, de overheidsfuncties en het Hogerhuis sloten. Ten tijde van zijn geboorte in 1929 was de wettelijke achterstelling van de katholieken, met uitzondering van de Act of Settlement die bepaalt dat de koning, de koningin en de mogelijke troonopvolgers en hun echtgenoten belijdende leden van de protestantse staatskerk moeten zijn, opgeheven. In 2008 ten tijde van het overlijden van Bertie waren er zelfs diplomatieke banden en samenwerkingsverbanden tussen de voornamelijk protestantse Orde van Sint-Jan in het Verenigd Koninkrijk en de Orde van Malta aangeknoopt.
Bertie is altijd vrijgezel gebleven, wat een kerkelijke loopbaan mogelijk maakte, en hij was een vroom katholiek.

## Loopbaan
Andrew Bertie werd op een exclusieve katholieke kostschool, Ampleforth College, opgeleid en studeerde moderne geschiedenis aan Christ Church College in Oxford. Hij volgde ook colleges aan de school voor Oriëntaalse en Afrikaanse Studies in Londen. Van 1948 tot 1950 was hij officier in de Schotse Garde. Hij bezocht in die jaren Nepal en Sikkim en leerde Tibetaans. Bertie sprak deze taal niet vloeiend maar hij sprak vlot in zes moderne talen. Na een korte loopbaan in het bedrijfsleven werd hij leraar Spaans en Frans aan een door de Benedictijnen geleide kostschool in Worth. Bertie was een populaire leraar.
Op 14 mei 1956 werd Bertie ridder van Gratie en Devotie, een graad voor niet-adellijke ridders, in de Orde van Malta. Hij hielp Hongaarse vluchtelingen en was zeer betrokken bij de bedevaarten naar Lourdes. Op 31 maart 1968 werd hij een Ridder van Obediëntie, de eerste stap naar een meer vergeestelijkt leven die in 1975 leidde tot zijn bevestiging als een novice ridder van Justitie. De orde moet hem tot de edellieden hebben gerekend want deze rang werd pas veel later, tijdens Berties eigen grootmeesterschap opengesteld voor niet adellijke heren. In 1981 werd hij ridder van Justitie en daarmee een geprofest religieus lid, een "Fra'". Hij verkoos daarmee om vrijgezel te blijven en legde de drie geloften van kuisheid, gehoorzaamheid en armoede af. Zoals de andere Fra's bleef Bertie "in de wereld" leven, de religieuzen van de orde zijn wereldheren en leven niet in kloosters.
De onopvallende talenleraar werd in 1981 in de Staatsraad, de zestig leden tellende regering van de orde gekozen. Hij viel op door zijn organisatorische en diplomatieke gaven maar zijn verkiezing tot prins-grootmeester in 1988 kwam voor velen als een verrassing. Er was nooit eerder een Engelsman gekozen en Bertie was op de keper beschouwd niet van adel.
Bertie zette de moderniserende en op groei gerichte koers van zijn voorganger Fra' Angelo de Mojana voort, zonder de tradities uit het oog te verliezen werd de orde steeds meer toegankelijk voor niet adellijke leden en de mogelijkheden van de vrouwelijke leden werden uitgebreid. In 1997 werd de regel dat een ridder van Obediëntie een adelproef moest afleggen afgeschaft. Ook dames konden nu in deze graad worden opgenomen. In de woorden van Bertie was het bestaansrecht van de hospitaalorde "het verlenen van hulp aan de armen en de zieken, dat is steeds ons doel geweest".
Een opvallend diplomatiek succes van Bertie was het aanhalen van de banden met de regering van Malta. De orde wist duidelijk te maken dat zij geen aanspraak meer op de regering van dat eiland maakt. Overal in de wereld groeide het aantal ridders van de orde tijdens zijn regering en de hulpacties, ook in Oost-Europa en tijdens de oorlog in het voormalig Joegoslavië, namen in omvang toe. Meer dan vijftig landen erkenden tijdens zijn regering de Orde van Malta en de 12500 ridders en dames en de 93000 vrijwilligers brachten in 1996 negenhonderdmiljoen dollar bijeen voor goede doelen.
Fra Andrew Bertie overleed aan de gevolgen van kanker en werd in de Santa Maria del Priorato op de Aventijn in Rome begraven. De grootcommandeur, de eerwaarde baljuw Fra' Giacomo Dalla Torre del Tempio di Sanguinetto nam in het vierdaags interregnum als luitenant-grootmeester de lopende zaken waar. Op 11 maart werd Matthew Festing tot zijn opvolger verkozen.
De requiemmis voor Bertie in de basiliek van de Heiligen Bonifatius en Alessio werd onder anderen bijgewoond door de Italiaanse president, de groothertog van Luxemburg, de prins van Liechtenstein en de twee regenten van San Marino. Er waren veertien kardinalen aanwezig. De hoge Europese adel was ook in groten getale aanwezig. Ook de Republiek Malta was vertegenwoordigd.

## Onderscheidingen

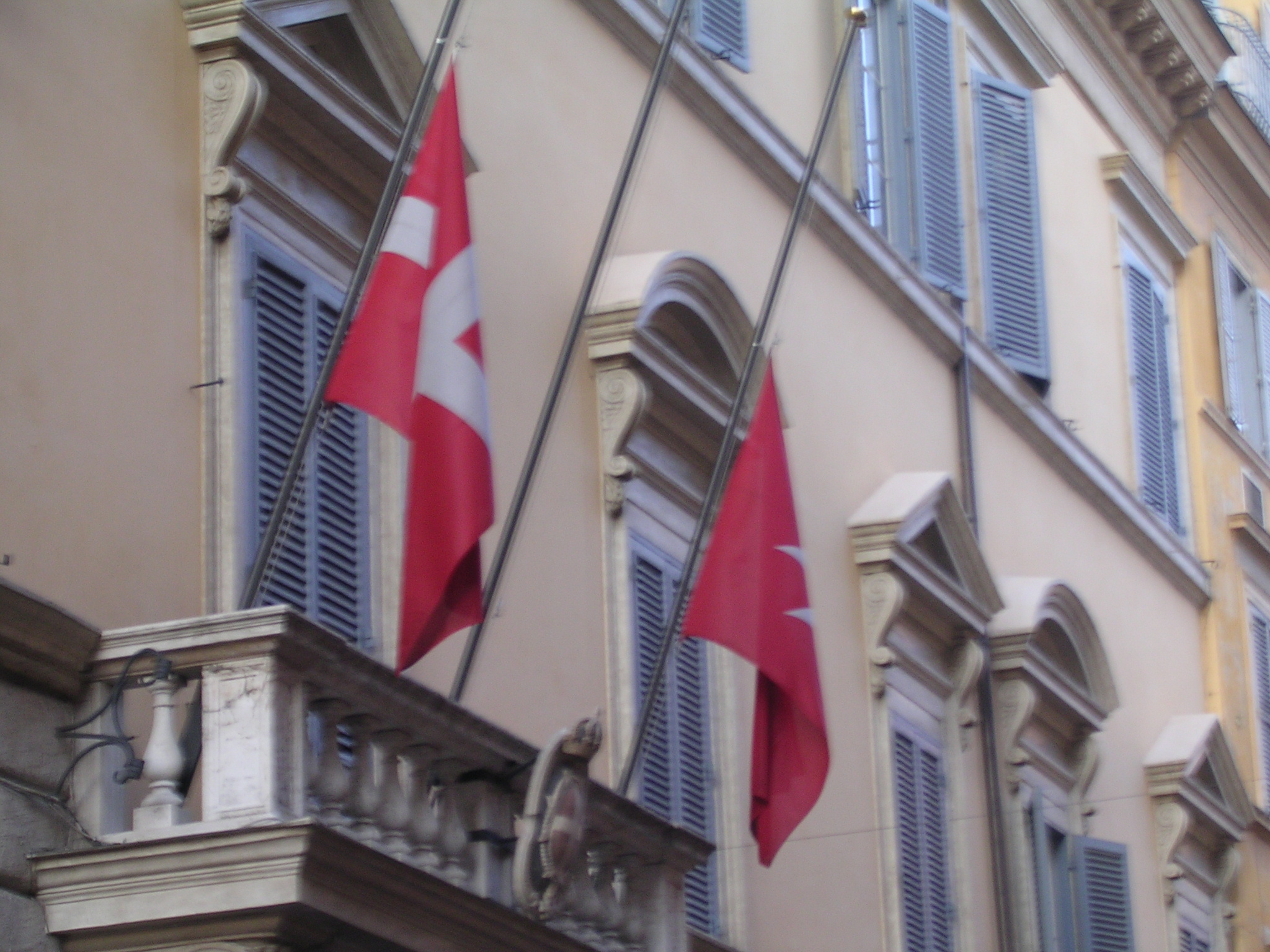
De vlaggen halfstok op het Palazzo Malta

Bertie was een ridder in de Orde van het Gulden Vlies. Hij werd in 1993 door Otto von Habsburg in de Oostenrijkse tak van deze orde opgenomen. Ook andere dynastieke-en huisorden van de voormalige regerende families in Italië, Rusland en Napels, veelal zijn zij ridders in de Orde van Malta, werden aan de grootmeester toegekend. De Almanach de Gotha noemt Orde van de Aankondiging, de ster van de Orde van Sint-Mauritius en Sint-Lazarus, de Orde van Sint-Andreas de Eerstgeroepene met de sterren van de orde van Sint-Alexander Nevsky, de Orde van de Witte Adelaar, de Orde van Sint-Anna en de Orde van Sint-Stanislaus. Hij was een ridder in de Orde van Sint-Januarius.
De Heilige Militaire Constantinische Orde van Sint George maakte Bertie tot baljuw-grootkruis met keten en de Servische troonpretendent benoemde hem in zijn Orde van de Ster van Karageorge en de Orde van de Witte Adelaar.
De staten die diplomatieke banden met de orde onderhouden of aanknoopten vereerden hem, zoals het protocol dat bij een staatshoofd voorschrijft, met hun hoogste onderscheidingen. Bertie was onder andere grootkruis in het Legioen van Eer, de Orde van Sint-Karel, de Orde Ouissam Al Arch, de Orde van Verdienste van de Bondsrepubliek Duitsland en de Orde van Verdienste van Italië. Hij droeg de keten van de Orde van de Bevrijder, de Orde van Andrés Bello, de Orde van het Zuiderkruis, de Orde van Hendrik de Zeevaarder, de Orde van Vytautas de Grote, de Orde van Verdienste van Malta, de Orde van Verdienste van Chili en de Orde van de Bevrijder San Martin. Bertie droeg vijftig onderscheidingen.
Hij draagt de keten en de ster van de Piusorde.